# François Perrier (général)
Pour les articles homonymes, voir François Perrier et Perrier.
François Perrier, né le 18 avril 1833 à Valleraugue et mort le 20 février 1888 à Montpellier, est un militaire et géographe français.

## Biographie
Perrier est un descendant d'une famille de protestants des Cévennes. Après avoir fini ses études au lycée de Nîmes et au collège Sainte-Barbe à Paris, il fut reçu à l'École polytechnique en 1853, et en sortit officier en 1857.

### Carrière militaire et politique
Il fut promu lieutenant en 1857, capitaine en 1860, major de cavalerie en 1874, lieutenant-colonel en 1879, et il reçut en 1887, un an avant sa mort, les étoiles de brigadier-général. Élu conseiller général du Gard en 1880, il devint ensuite président du Conseil général entre 1883 et 1888.

### Carrière de géographe
Le général Perrier s'est fait un nom dans la science. Après des publications remarquables sur la jonction trigonométrique de la France et de l'Angleterre (1861) et sur le niveau de triangulation de la Corse (1865), il devint membre du Bureau des longitudes en 1875 et fut mis à la tête du service de géodésie de l'armée française en 1879. Cette année-là, il réalise en collaboration avec Carlos Ibáñez e Ibáñez de Ibero, représentant l'Espagne, la jonction géodésique de l'Espagne avec l'Algérie, complétant ainsi la mesure du méridien de Paris des Shetland au Sahara. En 1880, le géodésiste fut envoyé comme délégué au Congrès de Berlin pour établir la frontière gréco-turque. 
En janvier de la même année, il fut élu membre de l'Académie des sciences, en succession d'Urbain Dortet de Tessan, malgré la candidature du colonel Aimé Laussedat, son aîné d'une quinzaine d'années. Ce « rival », X 1838, ancien officier du Génie, professeur au Conservatoire des arts et métiers et ancien professeur de géodésie et d'astronomie à l'École polytechnique, s'était illustré dans l'application de la photographie à la topographie militaire. Il avait présidé de 1872 à 1879 diverses commissions scientifiques militaires (télégraphie optique, éclairage électrique, aérostation, pigeons voyageurs, tous procédés utilisés lors du siège de Paris en 1870) mais surtout, au sein de l'Académie des sciences, il avait mis en cause la nouveauté des travaux de l'astronome et mathématicien Urbain Le Verrier en 1871, et de ceux de Perrier lui-même en 1872.
En 1882, Perrier fut envoyé en Floride pour observer le transit de Vénus, où ses observations furent considérées comme un succès complet. Sa célébrité augmenta jusqu'à ses dernières opérations de triangulation en Algérie.
Les mérites du général Perrier l'ont conduit à être employé par le Service géographique de l'armée.

### Décès et descendance
Le général Perrier est mort à Montpellier le 20 février 1888 d'une rupture d'anévrisme. Il fut inhumé au cimetière protestant de Montpellier.
Il avait épousé en 1872, Caroline Benoit, fille de Justin Benoit, professeur d'anatomie à la Faculté de médecine de Montpellier. Leur fils, Georges Perrier (1872-1946), suivit la même carrière que son père jusqu'au même grade, aux mêmes fonctions et aux mêmes honneurs.

## Mandats électifs
- Conseiller général du canton de Valleraugue de 1880 à 1888.
- Président du conseil général du Gard de 1883 à 1888.

## Distinctions

### Décorations françaises
- Commandeur de la Légion d'honneur[7] en 1885 à titre militaire.
- Officier de l'ordre des Palmes académiques (Officier d'académie).

### Statue
En 1892, une statue en bronze le représentant, sculptée par Morice, fondue par Durenne et financée par une large souscription,  fut érigée sur la place principale de Valleraugue. Elle fut fondue sous l'Occupation en 1943 et remplacée après guerre par une copie en pierre.

### Nommés en son honneur
Ont été nommés d'après lui : 
- Avenue du Général-Perrier, à Nîmes, l'avenue qui passe devant la Maison carrée ;
- Place Général-Perrier, à Valleraugue (où se trouve sa statue)
- Glacier Général-Perrier, au sud-ouest de la Grande Terre, l'île principale des Kerguelen[9].

## Publications
- François Perrier, Description géométrique de l'Algérie : précis des opérations géodésiques et des résultats numériques qui servent de fondement à la nouvelle carte de l'Algérie du dépôt de la guerre..., vol. 2, Paris, Imprimerie nationale, 1871-1874, 134, 410, in-4 (BNF 31086109)
- François Perrier, La Géodésie française, réorganisation du service géographique dans l'armée, Paris, J. Dumaine, 1872, 32 p., in-8 (BNF 31086107)
- François Perrier, De la Méridienne de France, Paris, C. Delagrave, 1872, 69 p., in-8 (BNF 31086114)
- Commandant Perrier (Supplément au tome X), Mémorial du dépôt général de la guerre... : Mémoire sur la nouvelle triangulation de l'île de Corse, vol. VIII, Paris, Imprimerie nationale, 1875, 69 p. (BNF 31086110)
- François Perrier et Maurice Loewy, Détermination télégraphique de la différence de longitude entre Paris et l'observatoire du dépôt de la guerre à Alger : colonne Voirol, Paris, Imprimerie nationale, 1877, 172 p., in-4 (BNF 31086101)
- François Perrier, Notice sur les travaux scientifiques, vol. XIII, t. 43, Paris, Gauthier-Villars, impr. libr., 1879, 38 p. (présentation en ligne)
- François Perrier et Léon Bassot, Détermination télégraphique des différences de longitude entre Alger et Biskra, Alger et Laghouat, Paris, Imprimerie nationale, 1880, 125 p., in-4 (BNF 31086102)
- François Perrier et Gilbert Étienne Defforges, Détermination télégraphique des différences de longitude entre Alger et Géryville (Algérie), Alger et Carthage (Tunisie), Paris, Imprimerie nationale, 1880, 161 p., in-4 (BNF 31086103)
- Colonel Perrier, Discours prononcé, au nom du gouvernement, à l'inauguration du monument érigé à Annonay aux frères Montgolfier : pour le centenaire de l'aérostation, le 13 août 1883, Lyon, Impr. générale, 1883, 9 p., in-8 (BNF 32519621)
- François Perrier, Discours prononcé à l'ouverture du VIIe congrès des sociétés françaises de géographie, Toulouse, impr. de Durand, Fillous et Lagarde, 1884, 31 p., in-8 (BNF 32519621)
- Colonel Perrier et Hervé Faye, Ernest Marché, Charles de Comberousse, Félix Tisserand, Discours prononcés aux funérailles de M. Yvon Villarceau, le 26 décembre 1883, Paris, Impr. de Gauthier Villars, 1884, 16 p., in-4 (BNF 34185004)
- François Perrier, Jonction géodésique et astronomique de l'Algérie avec l'Espagne, exécutée en commun en 1879, par ordre des gouvernements d'Espagne et de France : sous la direction de M. le général Ibáñez,... pour l'Espagne, M. le colonel Perrier,... pour la France, Paris, Impr. nationale, 1886, 281 p., in-4 (BNF 31086108)